# Maria Pașcenko
Maria Rafailovna Pașcenko (în rusă Мария Рафаиловна Пащенко) (n. 18 octombrie 1959, satul Chirsova, raionul Comrat, RSS Moldovenească) este un om politic din Transnistria, care îndeplinește funcția de ministru al educației al auto-proclamatei Republici Moldovenești Nistrene (din 2007). 

## Biografie
Maria Pașcenko s-a născut la data de 18 octombrie 1959, în satul Chirsova din raionul Comrat (astăzi în UTA Gagauz-Yeri) din RSS Moldovenească), într-o familie de naționalitate ucraineană. A absolvit studii universitare, obținând titlul de candidat în științe pedagogice.
După absolvirea facultății, începând din anul 1981, a lucrat în sistemul de educație publică: profesoară de chimie, directoare adjunctă de școală, directoare de școală, inspector adjunct pentru metode științifice de predare. Începând din 2001 a condus organizația municipală "Administrația educației publice din orașul Tiraspol", fiind autoarea conceptului și a programului de dezvoltare a educației din capitala republicii separatiste, precum și a mai multe programe orientate pe anumite scopuri. În anul 2006, a devenit laureată a concursului municipal de admitere.
În ianuarie 2007, Maria Pașcenko a fost numită în funcția de ministru al educației al auto-proclamatei Republici Moldovenești Nistrene.
În anul 2005, Uniunea Europeană a inclus-o pe o listă a transnistrenilor cărora li s-a interzis călătoria în spațiul UE, fiind considerată răspunzătoare de conceperea și punerea în practică a campaniei de intimidare și închidere a școlilor moldovene cu grafie latină din regiunea Transnistria din Republica Moldova . La data de 25 februarie 2008, pe baza reexaminării Poziției comune 2004/179/PESC, Uniunea Europeană i-a șters numele de pe această listă .
Pentru meritele sale, a primit Medalia "Pentru muncă susținută", precum și titlurile de "Lucrător fruntaș în educația publică" și "Lucrător devotat în educația publică". Ea are doi fii. 